# Боривое Милоевич
Боривое Ж. Милоевич (на сръбски: Боривоје Ж. Милојевић) е сръбски географ, професор от Белградския университет и член на Сръбската академия на науките и изкуствата.

## Биография
Боривое Милоевич е роден на 22 декември 1885 година в Царина, Сърбия. Автор е на над 250 труда, сред които и книгата „Южна Македония: антропогеографски проучвания“.
Умира на 22 октомври 1967 година в Белград.